# Prunus leiocarpa
Prunus leiocarpa là loài thực vật có hoa trong họ Hoa hồng. Loài này được (Boiss.) Fritsch miêu tả khoa học đầu tiên năm 1892.